# Food & Function
Food & Function (abrégé en Food Funct.) est une revue scientifique à comité de lecture qui publie des articles de recherches à l'interface de la chimie, la physique et la biologie de la nourriture.
Le directeur de publication est Gary Williamson (Université de Leeds, Royaume-Uni).